# Łęgowo (powiat strzelecko-drezdenecki)
Łęgowo – wieś w Polsce położona w województwie lubuskim, w powiecie strzelecko-drezdeneckim, w gminie Stare Kurowo.
W latach 1954–1957 wieś należała i była siedzibą władz gromady Łęgowo, po jej zniesieniu w gromadzie Stare Kurowo. W latach 1975–1998 miejscowość należała administracyjnie do województwa gorzowskiego.
Wieś zamieszkana jest przez 323 osoby, z których 169 to kobiety, a 154 mężczyźni.